# Borgen Bay
Die Borgen Bay (in der deutschen Kolonialzeit Börgenbucht genannt) ist eine Bucht an der Nordküste im Westen der Insel Neubritannien. Sie liegt in der Provinz West New Britain von Papua-Neuguinea.

## Geographie
Das Gebiet der Bucht ist vulkanischen Ursprungs. Die Küstenlinie ist von gehobenen Korallenkalken und Riffen geprägt. Die Bucht selbst ist etwa sieben Kilometer breit und reicht etwa fünf Kilometer tief in das Landesinnere.
Im Westen begrenzt der Silimate Point die Bucht. Die Umgebung ist bewaldet und die Küstenlinie ist von einigen Ansiedlungen, darunter die Siedlung Gloucester, mit Plantagenwirtschaft gesäumt.

## Geschichte

### Kolonialzeit
Die Bucht wurde 1874 während der Forschungsfahrt der Gazelle im Bismarckarchipel nach einem Expeditionsteilnehmer, dem deutschen Astronom und Geophysiker Karl Börgen, benannt.  Bis 1899 war Neubritannien Teil des Schutzgebiets der Neuguinea-Kompagnie, zwischen 1899 und 1914 entsprechend Teil der Kolonie Deutsch-Neuguinea.
Im Ersten Weltkrieg wurde die Gegend von australischen Marineeinheiten besetzt und nach dem Krieg Teil des australischen Mandatsgebietes.

### Zweiter Weltkrieg
Während des Zweiten Weltkrieges wurde Neubritannien im Frühjahr 1942 von japanischen Streitkräften erobert. Die Japaner nutzten die Bucht als Station für Lastkähne und kleinere Schiffe zur Nachschubversorgung. Die Bucht war daher zwischen Anfang September 1943 und Ende Januar 1944 Angriffsziel alliierter Flugzeuge. Gleichzeitig planten die Alliierten die Rückeroberung Neubritanniens. Am 26. Dezember 1943 landete im Zuge der Operation Backhander das 533. Engineer Boat and Shore Regiment (533. EBSR) der 5. US Marines Division etwas nördlich der Borgen Bay im sogenannten Landungsabschnitt Yellow Beach, etwas nordwestlich von Silimate Point.
In der Folge war die Gegend um die Bucht Schauplatz von Kampfhandlungen. Die gelandeten Truppen hatten das Ziel, den nahe hinter dem Yellow Beach unmittelbar an der Küste der Borgenbay gelegenen sog. Target Hill zu erobern. Dies gelang bis zum 1. Januar. Danach setzten die US-Truppen ihren Angriff entlang der Westküste der Borgen Bay fort, bis diese etwa bis zum 18. Januar vollständig gesichert werden konnte. In der Folge begannen die Japaner ab dem 24. Januar mit dem Rückzug ihrer Einheiten aus West-Neubritannien.